# 天笠啓祐
天笠 啓祐（あまがさ けいすけ、1947年2月3日 - ）は、日本のジャーナリスト。環境問題を専門とするフリージャーナリスト。市民バイオテクノロジー情報室代表。
東京都杉並区出身。早稲田大学理工学部卒業。

## 著書
- 『原発はなぜこわいか』高校生文化研究会 1980 絵:勝又進
- 『面白読本反原発』柘植書房 1988年
- 『面白読本地球汚染』制作集団Q編 柘植書房 1989年
- 『面白読本電子立国ニッポン』柘植書房 1991年
- 『脳死は密室殺人である　臓器に群がる医師たちの冷血』文春ネスコ 1992年
- 『電磁波はなぜ恐いか　暮らしの中のハイテク公害　プロブレムQ&A』緑風出版 1993年
- 『トヨタ・自動車帝国の危機　トヨタ生産システムの変遷と崩壊』第三書館 1993年
- 『どうなる私たちの食卓』柘植書房 1993年
- 『優生操作の悪夢　医療による生と死の支配』社会評論社 1994年
- 『ハイテク食品は危ない　蝕まれる日本の食卓　プロブレムQ&A』緑風出版 1995年
- 『知っていますか？医療と人権一問一答』解放出版社 1995年
- 『電磁波の恐怖』晩声社 1995年
- 『電磁波汚染　見えない危険は防げるか』日本実業出版社 1996年
- 『図解電磁波恐怖マニュアル　電子レンジから携帯電話まで』ガウス探検隊共著 文春ネスコ 1996年
- 『危険な暮らし　猛毒物質・病原菌ファイル』晩声社 1996年
- 『遺伝子組み換え食品』緑風出版 1996年
- 『遺伝子組み換え（食物編）(FOR BEGINNERS SCIENCE)』現代書館 1997年
- 『電磁波(FOR BEGINNERS SCIENCE)』現代書館 1997年
- 『環境ホルモンの避け方(シリーズ・安全な暮らしを創る)』コモンズ 1998年
- 『中高年のためのくすりとつきあう常識・非常識』日本評論社 1998年
- 『いのちを選別する医療　脳死・臓器移植を問う(人権ブックレット)』部落解放・人権研究所(解放出版社) 1998年
- 『遺伝子組み換え動物(FOR BEGINNERS SCIENCE)』現代書館 1999年
- 『遺伝子組み換えとクローン技術100の疑問』東洋経済新報社 2000年
- 『知っておきたい遺伝子組み換え食品の知識』日本実業出版社 2000年
- 『化学物質から身を守る方法』風媒社ブックレット 2000年
- 『遺伝子組み換え（イネ編）(FOR BEGINNERS SCIENCE)』現代書館 2000年
- 『エコロジー・環境用語辞典　暮らしに役立つ・わかりやすい』同文書院 2000年
- 『危ない生命操作食品(シリーズ・安全な暮らしを創る)』コモンズ 2000年
- 『フランケンシュタイン食品がやって来た！　遺伝子組み替え食品Q&A』風媒社ブックレット 2000年
- 『食品汚染読本』緑風出版 2002年
- 『「狂牛病」何が問題か！　恐るべき食肉汚染の実態』かもがわブックレット 2002年
- 『地球とからだに優しい生き方・暮らし方』柘植書房新社 2003年
- 『世界食料戦争』緑風出版 2004年
- 『いのちを考える40話　脅かされる地球・食品・人体』解放出版社 2004年
- 『遺伝子組み換え作物はいらない！広がるGMOフリーゾーン』家の光協会 2006年
- 『バイオ燃料 畑でつくるエネルギー』コモンズ 2007年
- 『危険な食品・安全な食べ方 自らの手で食卓を守るために』緑風出版 2008年
- 『生物多様性と食・農』緑風出版 2009年
- 『知っていますか?脱原発一問一答』解放出版社 2011
- 『食品・環境・生活用品の安全を考える 今こそいのちとくらしを守るとりくみを』萌文社 PHNブックレット 2011
- 『東電の核惨事』緑風出版 2011
- 『放射能と食品汚染 輸入食肉・輸入添加物・遺伝子組み換え…脅かされる食の安全』芽ばえ社 2011
- 『この国のミライ図を描こう 原発とグローバリズムが無理なわけ』現代書館 2012
- 『暴走するバイオテクノロジー』金曜日 2012
- 『遺伝子組み換え食品入門 必要か不要か?安全か危険か?』緑風出版 2013
- 『TPPの何が問題か』緑風出版 2014
- 『放射能汚染とリスクコミュニケーション』萌文社 PHNブックレット 2014
- 『遺伝子組み換え鮭がやって来る!』日本消費者連盟 2016
- 『ゲノム操作・遺伝子組み換え食品入門（食卓の安全は守られるのか）』緑風出版 2019
- 『フッ素の社会史』地平社、2025年7月1日。ISBN 978-4911256237。

### 共編著
- 『DNA鑑定　科学の名による冤罪』三浦英明共著 緑風出版 1996
- 『石油文明の破綻と終焉』現代書館 1999
- 『遺伝子組み換え食品の表示と規制　シリーズ・安全な暮らしを創る』コモンズ 2003
- 『生命特許は許されるか』緑風出版 2003
- 『『技術と人間』論文選 問いつづけた原子力1972-2005』高橋曻,西尾漠共編 大月書店 2012
- 『TPPで暮らしはどうなる?』鈴木宣弘,山岡淳一郎,色平哲郎共著 岩波ブックレット 2013
- 『子どもに食べさせたくない食品添加物』食べもの文化編集部共編著 芽ばえ社 2014
- 『子どもに飲ませたくない清涼飲料』食べもの文化編集部共編著 芽ばえ社 2015
- 『避けたいおやつ・食べさせたいおやつ』食べもの文化編集部共編著 芽ばえ社 2016

### 翻訳
- 『ドナルド・ウッズのアパルトヘイト問題入門』楠瀬佳子共訳 第三書館 1990
- エレン・シュガーマン『電磁場からどう身を守るか』緑風出版 2000